# Карло Павезі
Карло Павезі (італ. Carlo Pavesi, нар. 10 червня 1923, Вогера, Італія — 24 березня 1995, Мілан, Італія) — італійський фехтувальник на шпагах, чотириразовий олімпійський чемпіон (1952, двічі 1956 та 1960 роки), шестиразовий чемпіон світу.

## Виступи на Олімпіадах
| Олімпіада      | Дисципліна          | Місце |
| -------------- | ------------------- | ----- |
| Гельсінкі 1952 | індивідуальна шпага | 6     |
| Гельсінкі 1952 | командна шпага      | 1     |
| Мельбурн 1956  | індивідуальна шпага | 1     |
| Мельбурн 1956  | командна шпага      | 1     |
| Рим 1960       | командна шпага      | 1     |